# Ugola
L'ugola è un prolungamento mediano del palato molle di forma conica, che pende verticalmente al termine del cavo orale.

## Struttura

### Istologia
L'ugola è composta da tessuto connettivo e contiene diverse ghiandole racemose e fibre muscolari (musculus uvulae). Contiene anche ghiandole sierose che hanno la funzione di produrre saliva molto sottile.

### Muscolatura
Il musculus uvulae si trova interamente all'interno dell'ugola, e la sua contrazione provoca l'accorciamento e allargamento dell'ugola. La contrazione cambia il profilo della parte posteriore del palato molle, consentendo al palato di adattarsi alla parete posteriore faringea, per aiutare a chiudere la rinofaringe durante la deglutizione.
È innervata dal ramo faringeo del nervo vago.

## Funzione
L'ugola ha un ruolo importante durante la deglutizione. Quando ci si appresta a deglutire, l'ugola si solleva andando a separare le cavità orali da quelle nasali, instradando il bolo nella faringe. È stato anche proposto che la grande quantità di saliva sottile prodotta dall'ugola serva a mantenere la gola ben lubrificata.
Un'altra importante funzione dell'ugola è quella di modulare la fonazione di alcuni suoni. In molte lingue, l'ugola viene utilizzata per articolare diverse consonanti, note come consonanti uvulari. Il vibrante uvulare, usato nel francese, arabo ed ebraico, ne è un esempio.

## Patologia

### Infiammazione
La membrana mucosa attorno all'ugola può gonfiarsi, causando l'espansione dell'ugola di 3-5 volte rispetto alla sua dimensione normale. Questa condizione è nota come uvulite. Quando l'ugola tocca la gola o la lingua, può dare sensazione di soffocamento, anche se non è presente alcuna sostanza estranea. Ciò può causare problemi nella respirazione, fonazione e nel mangiare. Esistono molte teorie sulle cause dell'ingrossamento dell'ugola, fra di esse troviamo la disidratazione, il fumo, l'inalazione di sostante irritanti, la qualità dell'aria, le allergie e le infezioni batteriche e virali. Anche l'ulcera aftosa, formatasi nell'ugola, può dare gonfiore e sensazione di disagio.

### Insufficienza velofaringea
In alcune persone, l'ugola non si chiude correttamente sulla parte posteriore della gola, provocando una condizione nota come insufficienza velofaringea. Ciò causa una parlata "nasale", in cui l'oratore non è in grado di pronunciare correttamente certe consonanti, come la "b" o la "m".

### Sonno
L'ugola può incidere nella respirazione durante il sonno; avere un'ugola allungata può causare vibrazioni che portano al russare. In alcuni casi, se l'ugola è particolarmente prominente, può causare delle apnee notturne, che possono essere trattate mediante la parziale rimozione della stessa, con un'operazione nota come uvulopalatofaringoplastica.

### Ugola bifida
Una particolare condizione patologica dell'ugola è l'ugola bifida, in cui l'ugola appare scissa o spaccata a causa della fusione incompleta delle mensole palatine. Le persone con questa condizione hanno la muscolatura ugulare più debole rispetto alle persone con un'ugola normale, cosa che può causare ricorrenti infezioni dell'orecchio medio. Durante la deglutizione, il palato molle viene spinto all'indietro, impedendo che cibo e bevande entrino nella cavità nasale. Se il palato molle non riesce a toccare la parte posteriore della gola mentre si deglutisce, cibo e bevande possono entrare nella cavità nasale. La scissione dell'ugola è una condizione rara, e si verifica in circa il 2% della popolazione generale, anche se l'incidenza può aumentare in alcune popolazioni, come nei nativi americani, dove il tasso sale al 10%.
L'ugola bifida è un sintomo comune della rara sindrome genetica di Loeys-Dietz, che è associata ad un aumentato rischio di aneurisma aortico. I neonati con palatoschisi hanno spesso anche l'ugola bifida.

## Etimologia
In latino, uvula significa "piccola uva", diminutivo dell'omonimo frutto.